# Buriti Bravo
Buriti Bravo is een gemeente in de Braziliaanse deelstaat Maranhão. De gemeente telt 23.074 inwoners (schatting 2009).